# Frauensee
Frauensee is een plaats en voormalige gemeente in de Duitse deelstaat Thüringen, en maakt deel uit van de Wartburgkreis.
Frauensee telt  inwoners.
De bestuurstaken liet de gemeente uitvoeren door de gemeente Tiefenort tot beide op 6 juli 2018 werd opgenomen in de gemeente Bad Salzungen.